# Злакоцветные
Злакоцветные, или Мятликоцветные (лат. Poales) — по современной классификации APG IV порядок цветковых растений, включающий 14 семейств, 1 121 род и 25 037 ботанических видов. Порядок входит в дочернюю кладу Коммелиниды клады Монокоты, входящей в кладу Цветковые растения.

## Представители порядка
С хозяйственной точки зрения этот порядок занимает особое положение, поскольку основные пищевые растения человечества — пшеница, рис и кукуруза — принадлежат именно к злакоцветным. Имеется и ещё немало пищевых растений, относящихся к этой группе: ананас, овёс, просо, рожь, сахарный тростник, ячмень.
Другие известные растения из злакоцветных: бамбук, камыш, осока, папирус, рогоз.

## Классификация
В системе классификации Кронквиста (1981) порядок Poales отсутствует. Таксоны, включаемые в этот порядок в системе APG II, в системе Кронквиста входят в порядки Bromeliales, Cyperales, Hydatellales, Juncales, Restionales и Typhales.
В системе классификации Тахтаджяна (1997) порядок Злакоцветные (Poales) входит в состав надпорядка Poanae подкласса Commelinidae класса Liliopsida. По сравнению с системой APG II состав этого порядка в системе Тахтаджяна существенно более узок.
По современной классификации APG IV порядок Злакоцветные включает 14 семейств, 1 121 род и 25 037 ботанических видов:
- Bromeliaceae Juss. (1789), nom. cons. — Бромелиевые — 103 рода, 3 704 вида
- Cyperaceae Juss. (1789), nom. cons. — Осоковые — 94 рода, 6 052 вида
- Ecdeiocoleaceae D.F. Cutler & Airy Shaw (1965) — Экдейоколеевые — 2 рода, 3 вида
- Eriocaulaceae Martynov (1820), nom. cons. — Эриокаулоновые — 7 родов, 1 228 видов
- Flagellariaceae Dumort. (1829), nom. cons. — Флагеллариевые, монотипное, включает 1 род Флагеллария и 5 видов
- Joinvilleaceae Toml. & A.C. Sm. (1970) — Жуанвилеевые, монотипное, включает 1 род Жуанвилея и 4 вида
- Juncaceae Juss. (1789), nom. cons. — Ситниковые — 8 родов, 524 вида
- Mayacaceae Kunth (1842), nom. cons. — Майяковые, монотипное, включает 1 род Майяка и 5 видов
- Poaceae (R. Br.) Barnhart (1895), nom. cons. — Злаки — 830 родов, 12 369 видов
- Rapateaceae Dumort. (1829), nom. cons. — Рапатеевые — 17 родов, 97 видов
- Restionaceae R. Br. (1810), nom. cons. — Рестиевые — 48 родов, 557 видов
- Thurniaceae Engl. (1907), nom. cons. — Турниевые — 2 рода, 4 вида
- Typhaceae Juss. (1789), nom. cons. — Рогозовые — 2 рода, 75 видов
- Xyridaceae C. Agardh (1823), nom. cons. — Ксирисовые — 5 родов, 410 видов

nom. cons. — лат. nomen conservandum: консервируемое название, использование которого официально разрешено, несмотря на то, что оно противоречит одному или нескольким положениям Международного кодекса ботанической номенклатуры (МКБН);

### Таксономическое положение[2]
- Poales Small, 1903, Fl. S.E. U.S. 48

Порядок Злакоцветные включается в дочернюю кладу Коммелиниды клады Монокоты, входящей в кладу Цветковые растения. Кладограмма в соответствии с Системой APG IV:
|  |                          |  |                                   | порядок Злакоцветные |  | 14 семейств |  | 1 121 род |  | 25 037 видов |
|  |                          |  |                                   | порядок Злакоцветные |  | 14 семейств |  | 1 121 род |  | 25 037 видов |
|  | клада Цветковые растения |  |                                   |                      |  |             |  |           |  |              |
|  |                          |  |                                   |                      |  |             |  |           |  |              |
|  |                          |  | ещё 63 порядка цветковых растений |                      |  |             |  |           |  |              |
|  |                          |  |                                   |                      |  |             |  |           |  |              |